# 新西爾卡 (霍洛瓦尼夫斯克區)
48°17′45″N 30°38′4″E / 48.29583°N 30.63444°E
新西爾卡（烏克蘭語：Новосілка）是位於烏克蘭中部的村莊，由基洛夫格勒州裡霍洛瓦尼夫斯克區的霍洛瓦尼夫斯克市鎮負責管轄。該村面積3.08平方公里，海拔高度174米，2001年人口575，人口密度每平方公里186.9人。